# Anna Sapir Abulafia
Anna Brechta Sapir Abulafia (* 8. května 1952) je britská historička, která se specializuje na dějiny náboženství. Od roku 2015 je profesorkou studia abrahámovských náboženství na fakultě teologie a náboženství na Oxfordské univerzitě. Abulafia se specializuje na historii vztahů mezi Židy a křesťany v evropském středověku.
V roce 1979 se tehdejší Anna Brechta Sapir vdala za historika Davida Abulafiu. Mají dvě dcery.

## Dílo
- Christians and Jews in the Twelfth-Century Renaissance, Routledge, 1995
- Christians and Jews in Dispute. Disputational Literature and the Rise of Anti-Judaism in the West (c. 1000-1150), 1998
- Religious Violence between Christians and Jews: medieval roots, modern perspectives, Palgrave MacMillan, 2002, editor
- Christian-Jewish relations, 1000-1300. Jews in the service of medieval Christendom, Routledge, 2011 (Medieval World Series)